# Naturschutzgebiet Halbinsel Devin
Koordinaten: 54° 16′ 22,7″ N, 13° 9′ 56,1″ O

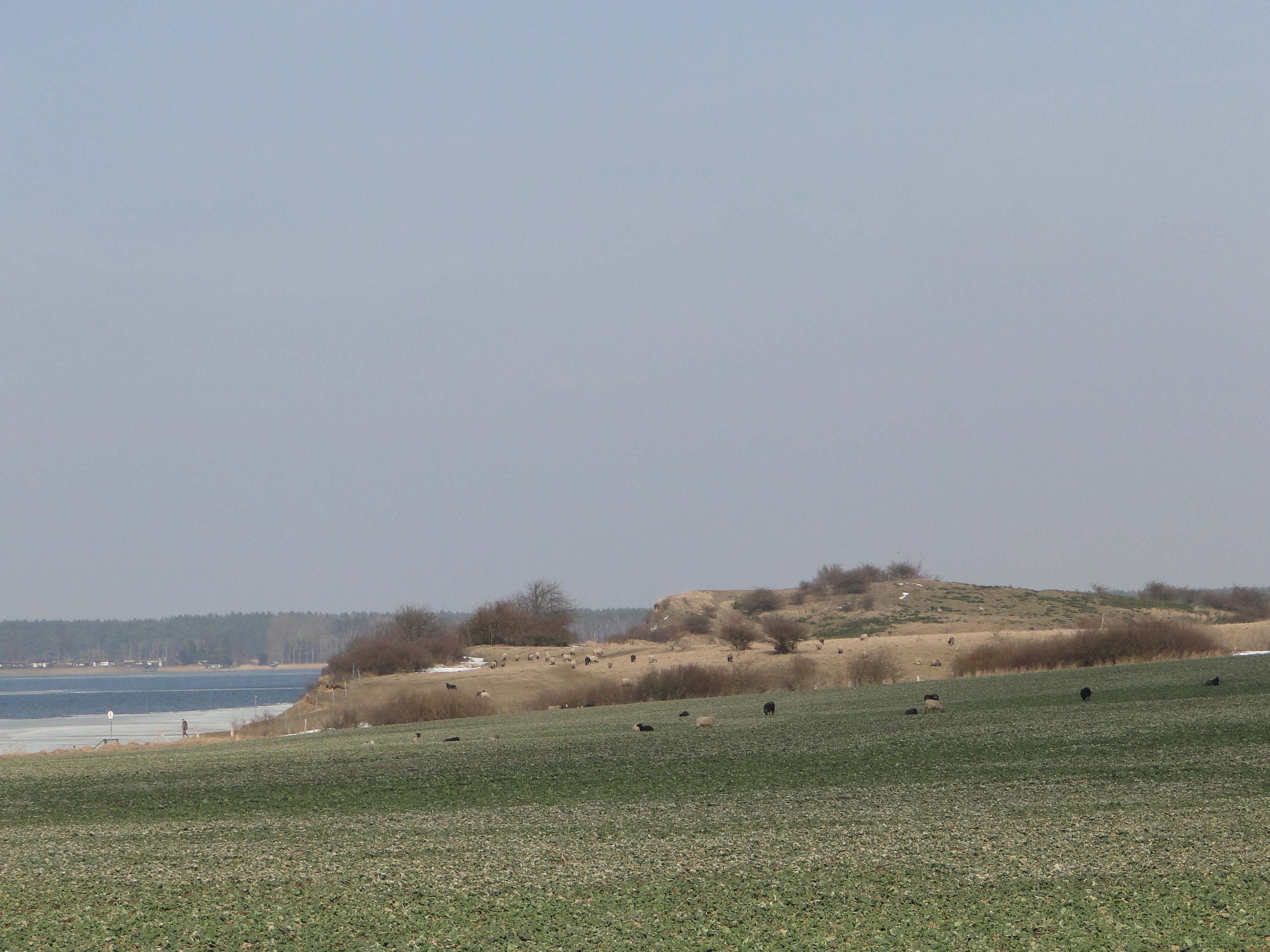
Blick von Westen auf das NSG

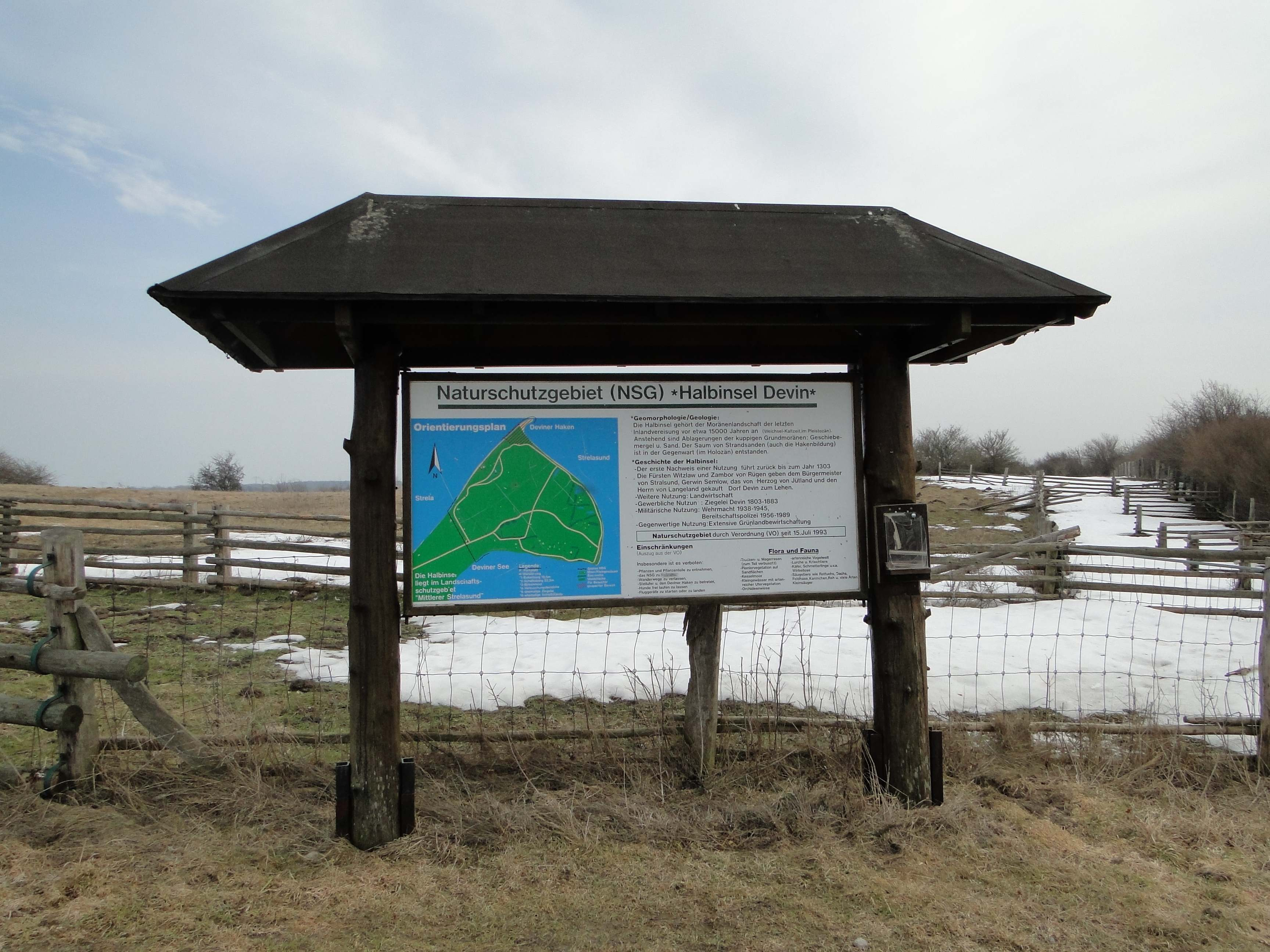
Infotafel

Das Naturschutzgebiet Halbinsel Devin ist ein Naturschutzgebiet in Mecklenburg-Vorpommern circa einen Kilometer südöstlich der zu Stralsund gehörenden Ortschaft Devin. Das am Ufer des Strelasundes gelegene, 106 Hektar umfassende Gebiet wurde am 15. Juli 1993 ausgewiesen. Ziel der Schutzbemühungen ist der Erhalt einer waldfreien Moränenlandschaft mit Kleingewässern, Mooren und Magerrasen, die steil zum Wasser hin abfällt.
Der Gebietszustand wird als gut eingestuft. Der Offenlandcharakter wird durch Beweidung und Mahd erhalten. Belastungen im Gebiet gehen von der Nutzung als Naherholungsgebiet aus. Das Naturschutzgebiet kann auf ausgewiesenen Wegen betreten werden.

## Geschichte
Menschliche Nutzung im Gebiet erfolgt schon seit langer Zeit vor allem als Weide. Im 19. Jahrhundert wurde eine Ziegelei betrieben. Die Halbinsel wurde seit 1938 als Übungsgelände genutzt: zunächst von der Wehrmacht und später von der Bereitschaftspolizei. Während dieser Zeit erfolgte auch eine Beweidung der Flächen mit 200 bis 400 Jungrindern, die ab 1992 mit Schafen fortgeführt wurde. Aktuell übernimmt der Förderverein für Landschaft und Naturschutz Devin e. V. die Betreuung der Schutzgebietsflächen.

## Pflanzen- und Tierwelt
Der zentrale Teil des Naturschutzgebietes wird von verbuschendem Trockenrasen eingenommen. Hervorhebenswerte Arten sind dort Wiesen-Primel, Sand-Strohblume, Sand-Grasnelke und Kammgras. Umgebend schließen Gebüsche an, die im Uferbereich in Steilküsten und Strandwällen mit Meersenf und Strand-Melde übergehen. Im Gebiet wurden sieben Orchideenarten nachgewiesen, darunter Breitblättriges und Steifblättriges Knabenkraut sowie Breitblättriger und Sumpf-Sitter. Zahlreiche Schmetterlingsarten leben im Gebiet, darunter Großer Fuchs, Wegerich-Scheckenfalter, Violetter Feuerfalter und das Kleine Nachtpfauenauge. Die Amphibienfauna wird bestimmt von Teich-, Moor- und Grasfrosch sowie Teichmolch, und Erdkröte, an Reptilien kommen Waldeidechsen, Blindschleichen und Ringelnattern vor. Im Gebiet brüten unter anderem Uferschwalbe, Wiesenpieper, Neuntöter, Klappergrasmücke, Dorngrasmücke, Blaukehlchen, Karmingimpel und Bluthänfling.
Zahlreiche Wasservögel, wie Kormoran, Höckerschwan und Seeadler, rasten auf dem vorgelagerten Deviner Haken.